# John Ganzoni, 2. Baron Belstead
John Julian Ganzoni, 2. Baron Belstead (* 30. September 1932 in Ipswich, Suffolk; † 3. Dezember 2005 ebenda) war ein britischer Politiker der Conservative Party, der von 1958 bis zu seinem Tod Mitglied des House of Lords und unter anderem Lordsiegelbewahrer sowie Paymaster General war.

## Leben

### Berufliche Laufbahn, Mitglied im House of Lords und Juniorminister
Ganzoni studierte nach dem Besuch des Eton College am Christ Church College der University of Oxford und war danach als Lehrer sowie Rektor einer Preparatory School tätig, ehe er Landwirt in Suffolk wurde.
Beim Tod seines Vaters John Ganzoni, 1. Baron Belstead, einem langjährigen Mitglied des House of Commons, wurde John Ganzoni am 15. August 1958 dessen Nachfolger als 2. Baron Belstead und damit Mitglied im Oberhaus. 1962 wurde er darüber hinaus Friedensrichter (Justice of Peace) der Grafschaft Suffolk.
Während seiner langjährigen Zugehörigkeit zum House of Lords widmete er sich insbesondere Fragen der Bildungspolitik und übernahm 1970 sein erstes Regierungsamt als „Juniorminister“ als er Parlamentarischer Unterstaatssekretär in dem von Margaret Thatcher geleiteten Bildungsministerium wurde. Im Anschluss war er von 1973 bis 1974 Parlamentarischer Unterstaatssekretär im Ministerium für Nordirland.
Nach der anschließenden Niederlage der konservativen Tories bei den Unterhauswahlen vom 28. Februar 1974, die zum Ende der Regierungszeit von Premierminister Edward Heath führten, wurde er Vorsitzender der Vereinigung der Verwaltungskörperschaften der Public Schools und hatte dieses Amt bis 1979 inne, wobei er zwischen 1977 und 1979 auch Vorsitzender des Vereinigten Komitees der Independent Schools war.
Nach dem Wahlsieg der Conservative Party bei den Unterhauswahlen vom 6. Mai 1979 wurde er von Premierministerin Thatcher wieder mit einer Reihe von „Juniorministerämtern“ betraut und war nacheinander Parlamentarischer Unterstaatssekretär im Home Office, dem Innenministerium, und nach dem Rücktritt von Lord Carrington und dessen Führungskräfte im April 1982 wegen des Falklandkrieges Staatsminister im Foreign and Commonwealth Office, dem Ministerium für Auswärtiges und Angelegenheiten des Commonwealth of Nations.

### Führer des Oberhauses und House of Lords Act 1999
Anschließend war er Staatsminister im Ministerium für Fischerei und Ernährung sowie im Bildungsministerium, ehe er Stellvertreter von Viscount Whitelaw als Führer des Oberhauses war. Nachdem Whitelaw Ende 1987 einen Schlaganfall erlitten hatte, wurde Lord Belstead am 10. Januar 1988 dessen Nachfolger als Führer des Oberhauses (Leader of the House of Lords) und damit praktisch Vorsitzender der konservativen Regierungsfraktion im House of Lords. Diese Funktion übte er bis zum 28. November 1990 aus und war zugleich während dieser Zeit Nachfolger von John Wakeham als Lordsiegelbewahrer (Lord Privy Seal).
Im Anschluss wurde er 1990 als Nachfolger von Richard Ryder zum Generalzahlmeister (Paymaster General) ernannt und hatte dieses Amt bis zum 11. April 1992 inne, wobei er zugleich Staatsminister im Nordirlandministerium war. Nachfolger in seinen bisherigen Ämtern als Führer des Oberhauses und als Lordsiegelbewahrer wurde jeweils Lord Waddington.
Nach seinem Ausscheiden aus seinen Regierungsämtern war Lord Belstead zwischen 1992 und 1997 Vorsitzender des Begnadigungsausschusses (Parole Board) sowie zugleich von 1994 bis 2002 Lord Lieutenant der Grafschaft Suffolk.
Nachdem durch das House of Lords Act 1999 das Recht der erblichen Peers auf einen Sitz im Oberhaus verloren gegangen war, wurde er als Life Peer mit dem Titel Baron Ganzoni, of Ipswich in the County of Suffolk, erhoben und behielt dadurch seinen Sitz im House of Lords.
Er starb 2005 unverheiratet und kinderlos, womit auch seine erblichen Titel erloschen.
Ganzoni war ein Mitglied im Bund der Freimaurer und bekleidete verschiedene Ämter in der Vereinigten Großloge von England.